# 文化祭の夜
「文化祭の夜」（ぶんかさいのよる）は、Base Ball Bearの18枚目のシングル。

## 解説
- 前作「「それって、for 誰?」part.1」から約1か月ぶりのリリースとなる2015年第2弾シングル。
- シリーズ“三十一”と題し、3ヶ月連続3タイトルでCD+CDの2Discからなる“エクストリーム・シングル”の2作目。完全生産限定盤での発売。紙ジャケット仕様。
- DISC.2には、5.0th Full Album「二十九歳」のInstrumental Ver.を収録[1]。
- オリコンチャートの2015年09月14日付週間CDシングルランキングでは、3,389枚を売り上げ33位にランクインした[2]。

## 評論家による評価
「文化祭の夜」は音楽評論家からの評価をえている。音楽雑誌『MUSICA』のレビュアー保坂壮彦は「彼らがファンクするとこうなる、というオリジナリティ。音米発のファンク回帰的な時代性をも加味しての作品だ。ユーモアとブラックミュージックに漂う独特の香りと腰にくるグルーヴ感、どこか怪しげで恍惚でヌメリがあるからこそファンク。それを"文化祭の夜"と名付けて演ってしまうところが彼らの真骨頂だ。」とファンクとしての本作の表題曲の評価をしている。

## 収録曲
DISC.1
1. 文化祭の夜（作詞・作曲:小出祐介、編曲:Base Ball Bear）
  - 公式サイトには「ファンク&「匂い」って忘れてたことを急に思い出させたりしますよね&怪しさな楽曲」と紹介されている[1]。
  - 6thアルバム『C2』、ベストアルバム『増補改訂完全版「バンドBのベスト」』収録
2. 文化祭の夜（Instrumental）
3. アルバム特報

DISC.2
- 5.0th Full Album『二十九歳 (Instrumental Ver.)』

1. 何才 (Instrumental)
2. アンビバレントダンサー (Instrumental)
3. ファンファーレがきこえる (Instrumental)
4. Ghost Town (Instrumental)
5. yellow (Instrumental)
6. そんなに好きじゃなかった (Instrumental)
7. The Cut -feat. RHYMESTER- (Instrumental)
8. ERAい人 (Instrumental)
9. 方舟 (Instrumental)
10. The End (Instrumental)
11. スクランブル (Instrumental)
12. UNDER THE STAR LIGHT (Instrumental)
13. PERFECT BLUE (Instrumental)
14. 光蘚 (Instrumental)
15. 魔王 (Instrumental)
16. カナリア (Instrumental)